# Chutes du Félou
Les chutes du Félou sont situées sur le fleuve Sénégal, à 16 km au sud-est de Kayes en direction de Bafoulabé, à l’ouest du Mali.
Le fleuve, d'une largeur de plus de 1 000 m en amont des chutes, ne fait plus que 210 m en aval après avoir traversé un amat de roches. La dénivellation est d'environ 14 m. Le débit varie considérablement et peut passer de 3 m3/s en mai, à 5 000 m3/s en octobre (valeurs extrêmes relevées à l'embouchure).
Une usine hydroélectrique d'une puissance de 50 MW est installée au bord d'un canal de dérivation dont le débit maximum est de 500 m3/s.
L'accès est facile au départ de Kayes.

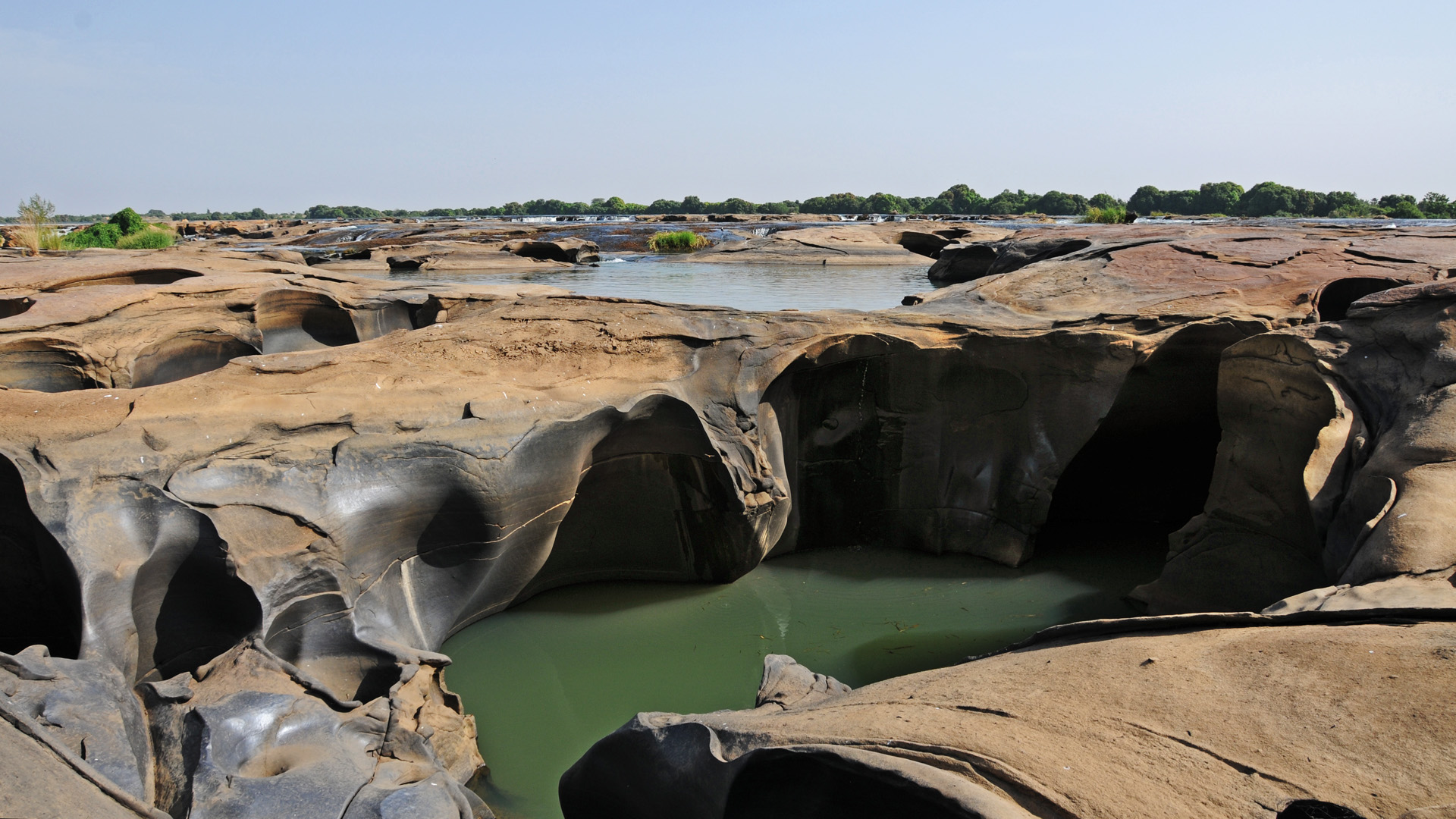
Chutes du Felou
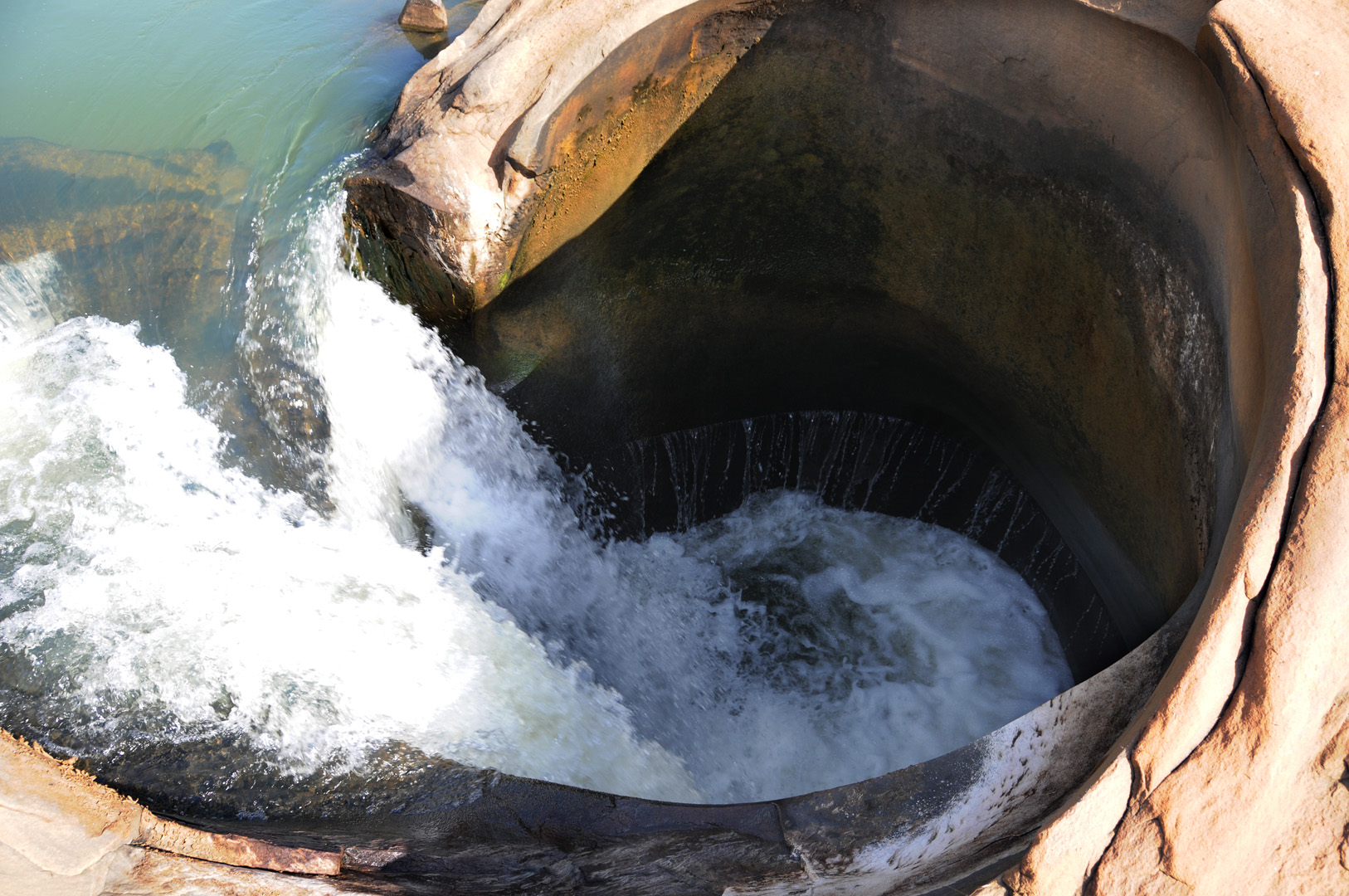
Chutes du Felou
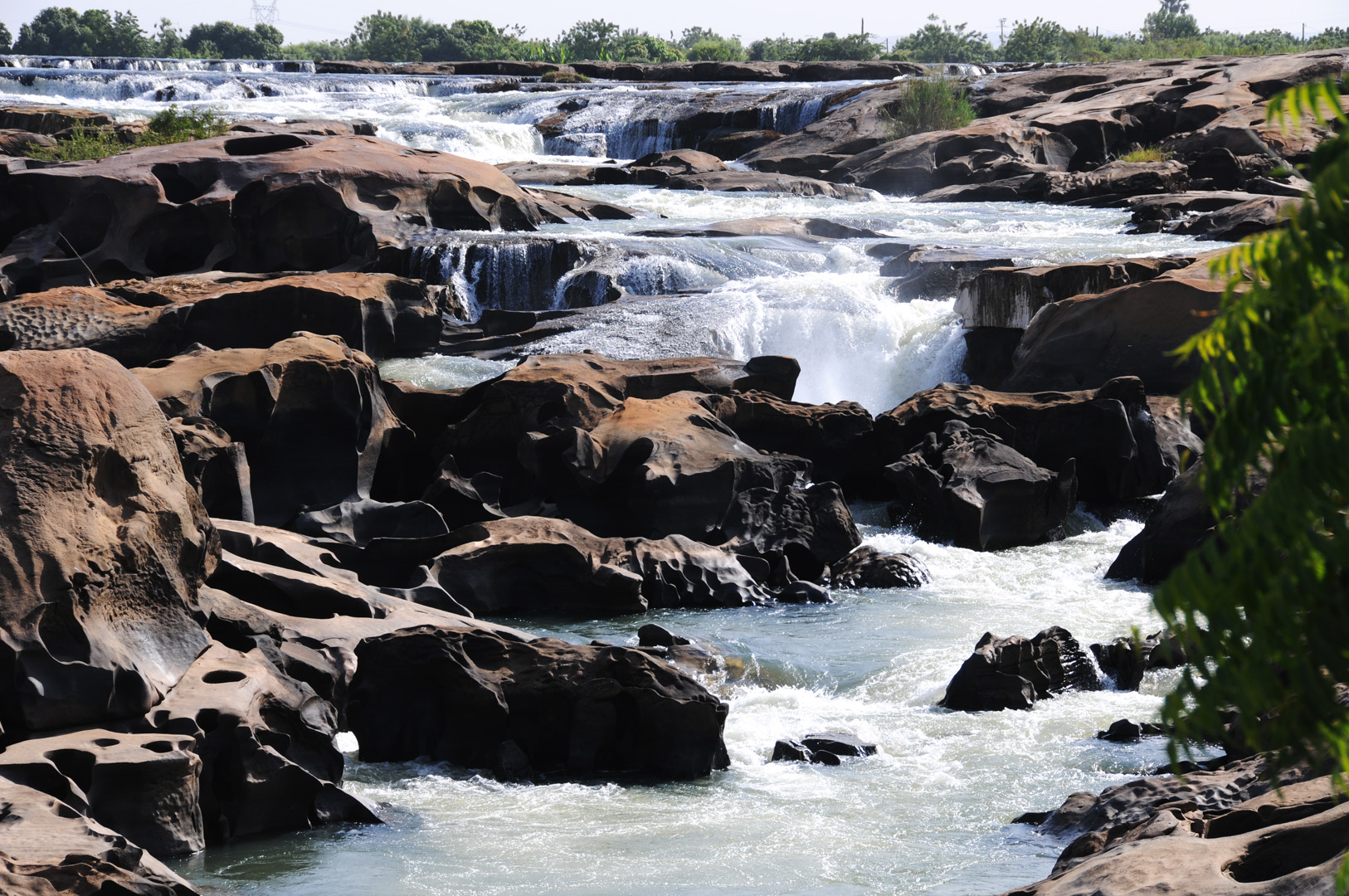
Chutes du Felou
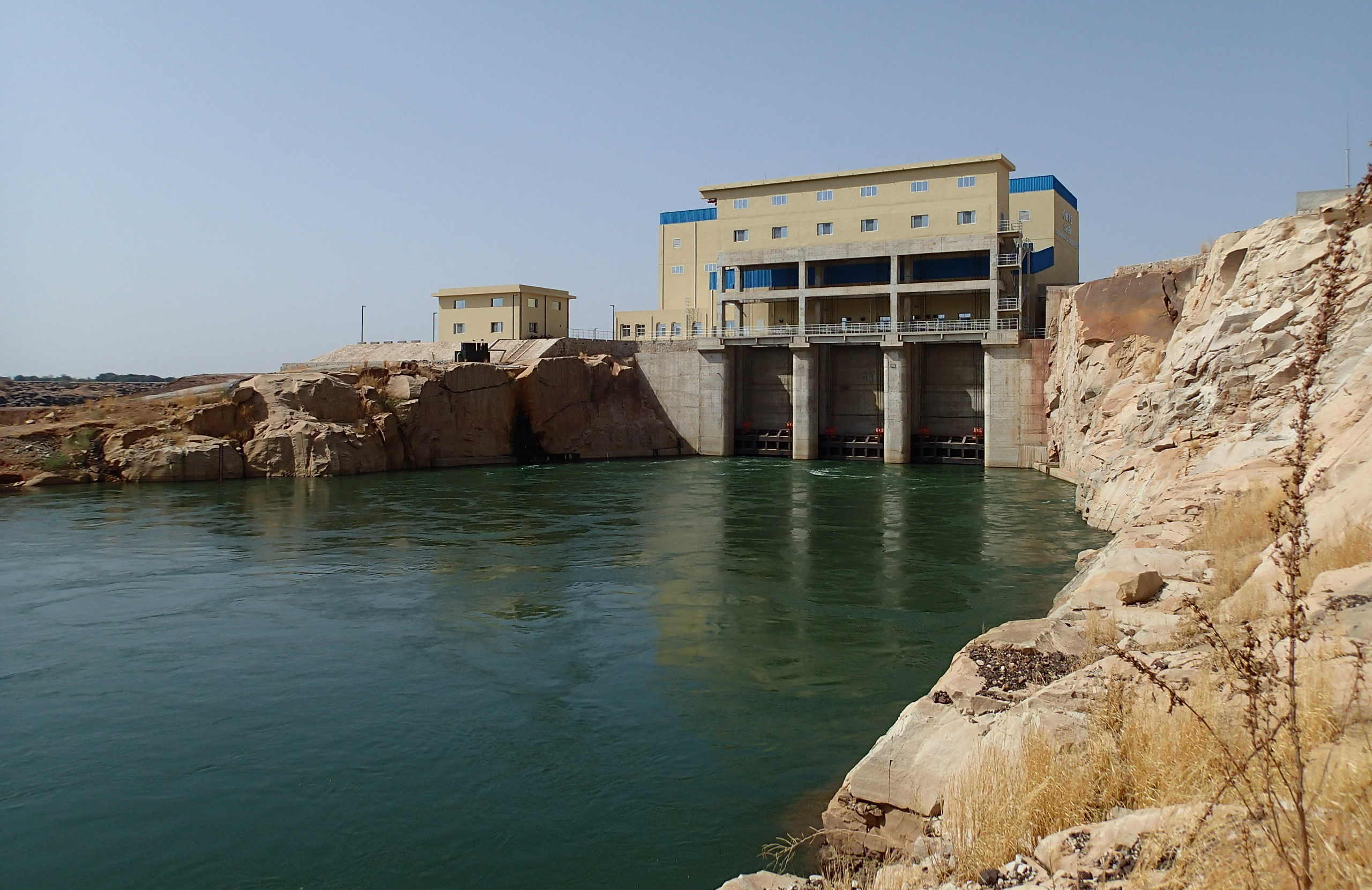
Barrage hydro-électrique du Félou